# Josep Farreras i Borrull
Josep Farreras i Borrull (Cal Patera, La Pobla de Claramunt, 7 de febrer de 1921 - Ciutat de Mèxic, 25 de maig de 2014) va ser secretari general de les Joventuts Socialistes Unificades de Catalunya (JSUC), responsable de les JSUC a Mèxic i va ser el darrer dirigent del PSUC a l'exili mexicà.  

## Biografia
Amb quinze anys es va allistar a les Joventuts Socialistes Unificades de Catalunya (Branca catalana de les JSU). Participà en la defensa de Madrid a on va resultar ferit i durant la seva convalescència, va aprofitar per estudiar magisteri i passar les oposicions per accedir al cos de mestres. Amb disset anys va lluitar en la batalla de l'Ebre i en defensa de la ciutat de Barcelona.
Com per molts altres catalans, el seu exili va començar a França, als camps de concentració d'Argelers i Bram. En esclatar la Segona Guerra Mundial el govern republicà, per mediació de la SERE (Servicio de Emigración de los Republicanos Españoles), facilita la seva sortida en el vaixell La Salle rumb a la República Dominicana, a on va treballar primer com mestre dels fills de refugiats i més endavant dels fills de funcionaris, comerciants i tècnics a una plantació de canya de sucre, fins que el govern li va vetar l'estada al país. Durant aquest temps va continuar la seva tasca antifranquista al Centre Republicà de la capital. El 18 de juliol de 1944 inicià la darrera i definitiva etapa del seu exili, en arribar en veler a Veracruz. Un cop a Mèxic compaginà la vida laboral en el món del comerç amb la responsabilitat de les Joventuts Socialistes Unificades de Catalunya i la militància en el PSUC, treballant activament en la lluita antifranquista.
El 7 d'agost de 1954, participà com a representant del PSUC en la presa de possessió de Josep Tarradellas com a President de la Generalitat a Mèxic. Poc després, l'any 1955, va ser visitat per Fidel Castro a qui va ajudar a contactar amb els sindicats del Port de l'Havana. També cal destacar, la relació que a l'exili mexicà va mantenir amb quatre dels seus millors amics: en Gregorio López Raimundo, la Teresa Pàmies, la Margarita Abril i la Marta Salvo.
Es casà amb una catalana, Maria Teresa Domingo Bonjoch, que havia treballat amb el President Companys i a qui la Generalitat li va encarregar que guardés tres bobines de la pel·lícula feta pel Comissariat de Propaganda, "Catalunya Màrtir", per des de l'exili, mostrar al món el que passava a Catalunya. En morir ella, el Josep va decidir fer-ne arribar una còpia al Museu d'Història de Catalunya.
Els darrers anys de la seva vida, torna en diverses ocasions a Catalunya, la darrera el 8 de setembre de 2014, per descansar les seves cendres al cementiri de la Pobla de Claramunt.   